# Битва біля мису Ортегаль (1805)
Битва біля мису Ортегаль (англ. Battle of Cape Ortegal, фр. Bataille du cap Ortegal) — морська битва, що відбулася 4 листопада 1805 року біля північно-західного узбережжя іспанської провінції Галісія між британською ескадрою капітана сера Річарда Стречена та французькою ескадрою контр-адмірала П'єра Дюмануара.
Дюмануар командував авангардом франко-іспанського флоту при Трафальгарі і йому вдалося вивести кораблі з бою, зазнавши відносно невеликих пошкоджень. Спочатку Дюмануар спробував увійти в Середземне море, але, боячись зустріти там великі британські сили, передумав і попрямував на північ, щоб обігнути Іспанію і досягти французьких атлантичних портів. Під час своєї подорожі він наткнувся на британський фрегат і погнався за ним. Фрегат привів Дюмануара до британської ескадри капітана Стречена, який патрулював цей район у пошуках іншої французької ескадри. Стречен відразу ж кинувся в погоню, а Дюмануар спробував втекти від переважаючих сил противника. Ескадра Стречена втратила деякий час на перелаштування, проте Стречен відправив у погоню швидкохідні фрегати для того, щоб наздогнати і затримати французів до тих пір, поки не підійдуть британські лінійні кораблі.
Після декількох годин запеклого бою Стречен змусив французькі кораблі здатися. Всі чотири захоплені кораблі відправили до Великої Британії як трофеї і їх прийняли до Королівського флоту. Стречен і його люди були щедро винагороджені, а ця перемога завершила розгром французького флоту, розпочатий перемогою Нельсона при Трафальгарі.

## Передісторія

### Втеча Дюмануара

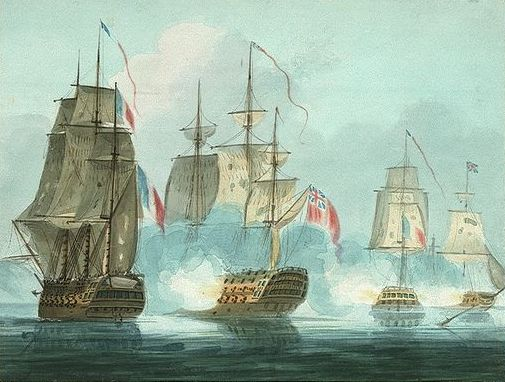
Caesar веде бій з Mont Blanc

Чотири французьких лінійних кораблі, що входили в авангард об'єднаного франко-іспанського флоту під командуванням контр-адмірала П'єра Дюмануара, уникли захоплення під час Трафальгарської битви і пішли на південь. Спочатку Дюмануар мав намір виконувати план Вільньова і вирушити в Тулон. Але наступного дня після бою він передумав, згадавши, що сильна англійська ескадра контр-адмірала Томаса Луїса патрулювала Гібралтарську протоку. Тому Дюмануар відплив на захід, щоб, обігнувши мис Сан-Вісенте, взяти курс на північний захід, а потім, повернувши на схід, увійти в Біскайську затоку і досягти французького порту Рошфор. Його ескадра являла собою все ще значні сили, отримавши лише незначні пошкодження при Трафальгарі. Рятуючись від переслідування англійців, флагман Дюмануара Formidable був змушений викинути за борт дванадцять 12-фунтових гармат шканців, щоб полегшити корабель і отримати можливість втекти, тому тепер на його борту замість 80 гармат було тільки 68. Дюмануар обігнув мис Сент-Вінсент 29 жовтня і попрямував до Іль-д'Екс, увійшовши в Біскайську затоку 2 листопада.

### Бейкер знаходить французів

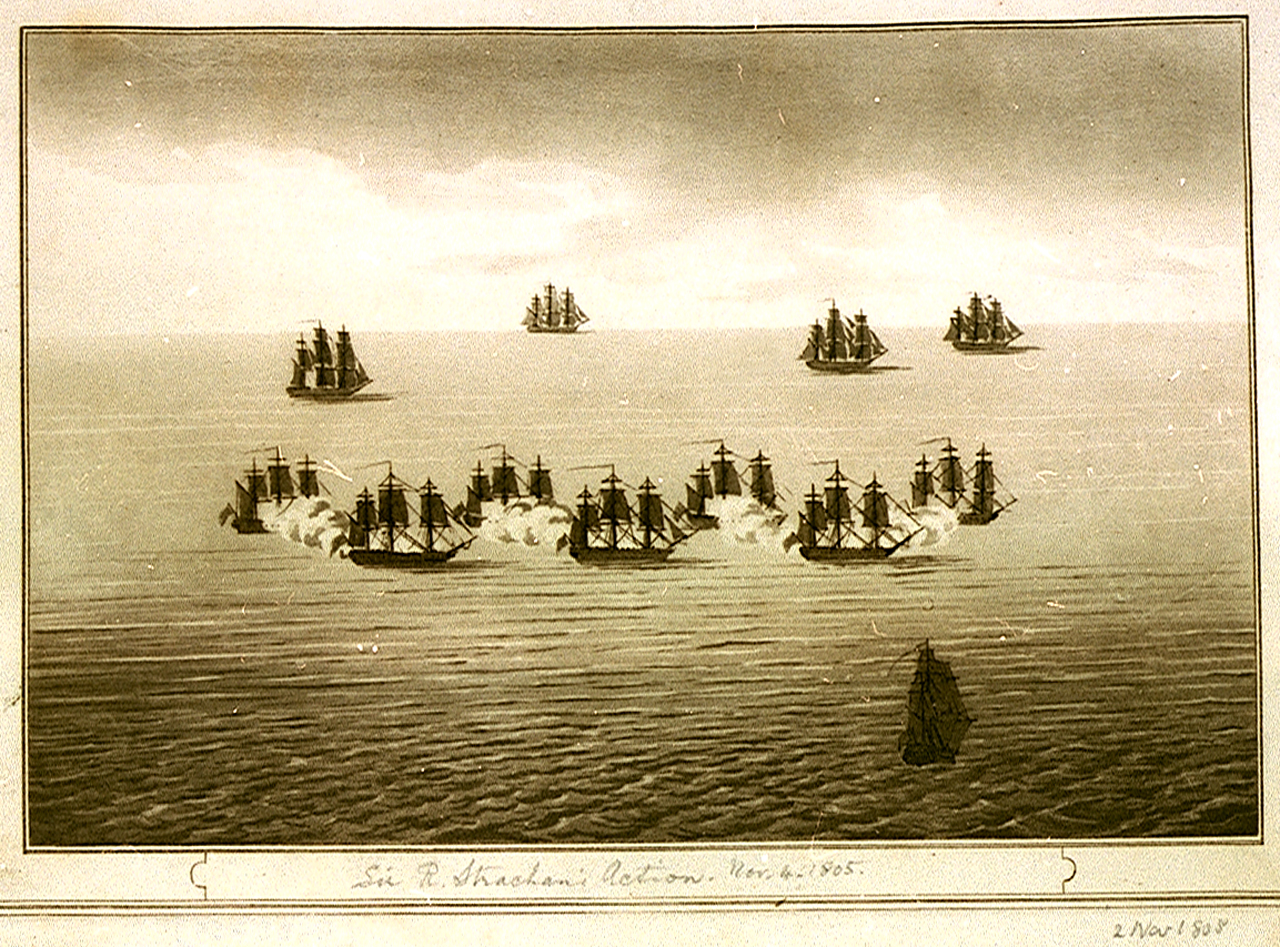
Розташування двох ескадр ближче до кінця битви

У затоці в той час знаходилися декілька британських ескадр і одиночних кораблів, які займалися пошуком французьких суден. Справа в тому, що Закарі Аллеман, командувач ескадрою в Рошфорі, відплив з порту в липні 1805 року і в даний час знаходився десь в Атлантиці з метою завдати шкоди британській морській торгівлі. Одним з британських кораблів, посланих на пошуки цієї ескадри, був 36-гарматний «Phoenix» під командуванням капітана Томаса Бейкера. Бейкер отримав наказ патрулювати територію на захід від архіпелагу Сіллі, але в кінці жовтня він отримав інформацію від декількох нейтральних торговців, які повідомили йому, що ескадра Аллемана була помічена в Біскайській затоці. Бейкер відразу ж покинув свій район і рушив на південь, досягнувши широти мису Фіністерре 2 листопада, в той час як Дюмануар входив у затоку. Бейкер виявив чотири кораблі на північному заході об 11 годині і відразу ж кинувся навздогін. Кораблі, які Бейкер прийняв за частину ескадри Рошфора, але насправді були ескадрою Дюмануара, помітили фрегат і опівдні почали переслідувати «Phoenix», який втік від них на південь. При цьому Бейкер сподівався заманити французів до англійської ескадри під командуванням капітана Річарда Стречена, яка, як йому було відомо, перебувала десь у цьому районі.

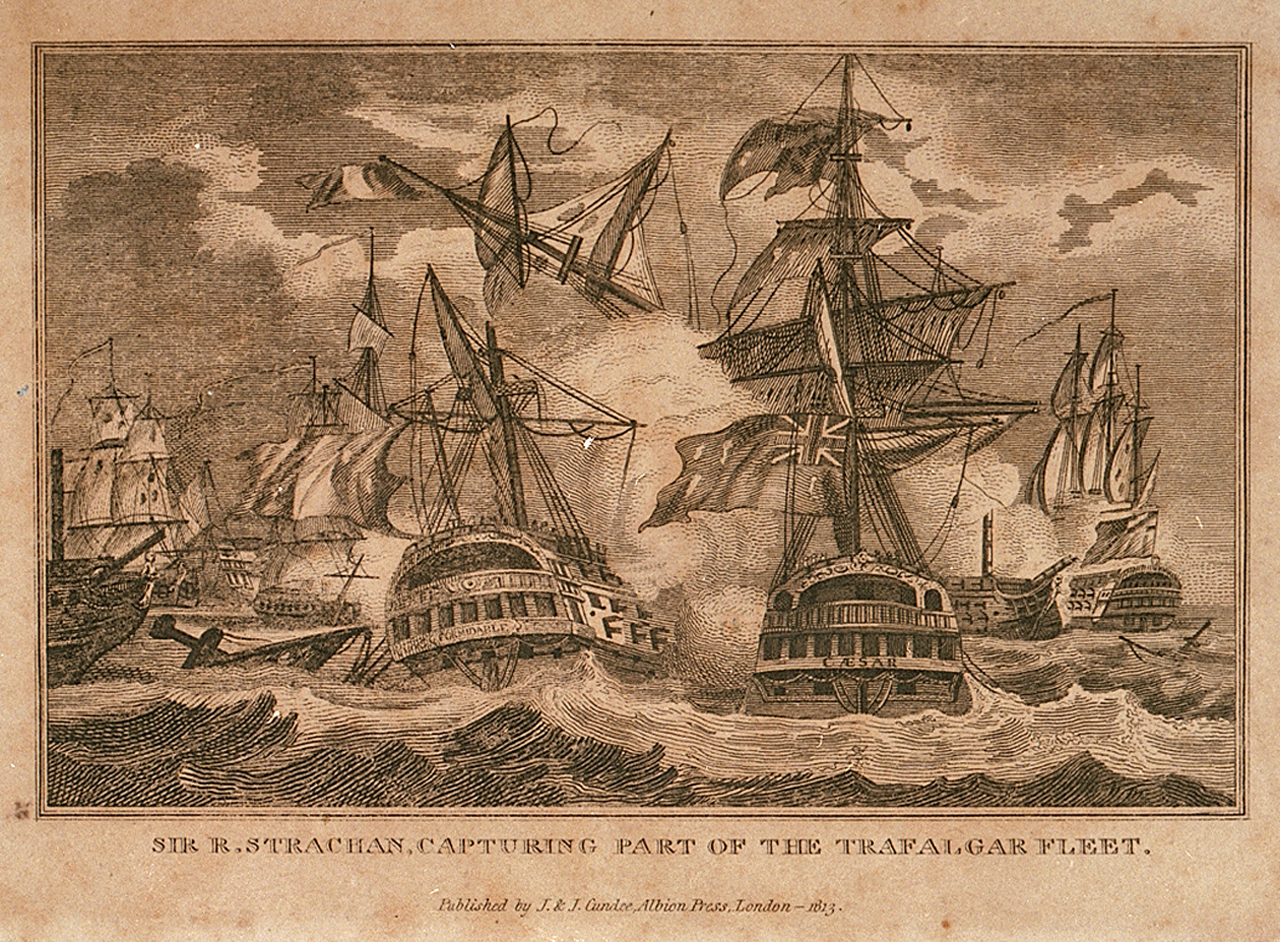
«Захоплення частини французького флоту» Канді

Бейкер тримався попереду переслідуючої його французької ескадри і о 3 годині дня він розгледів в південному напрямку чотири вітрила. Загін Дюмануара також помітив їх і припинив погоню, в той час як Бейкер, більше не переслідуваний, продовжив плавання на південний схід, стріляючи з гармат і всіляко намагаючись привернути увагу чотирьох кораблів, які, як він припускав, були британської ескадрою. Ескадра Дюмануара в цей час вже зіткнулася з англійцями, зустрівши ще два фрегати, 38-гарматний «Boadicea» під командуванням капітана Джона Мейтленда і 36-гарматний «Дріада» під командуванням капітана Адама Драммонда. «Boadicea» і «Dryad» побачили «Phoenix» і чотири вітрила на півдні о 20:45 та спробували просигналити їм. Бейкер з підозрою поставився до нових судам, які опинилися між ним і французькими кораблями, і не наважившись наблизитися до них продовжив свій шлях до вітрил на півдні. Коли капітани «Boadicea» і «Dryad» помітили ще три вітрила в безпосередній близькості, їм стало зрозуміло, що тут збираються значні сили. Вони рушили в бік нових кораблів і в кінцевому підсумку виявилися на відстані двох миль від йдучого першим 80-гарматного «HMS Caesar», але не отримавши відповіді на свої сигнали, звернули вбік о 22:30, після чого вони випустили з уваги обидві ескадри і не взяли подальшої участі в битві.

## Стречен розпочинає погоню

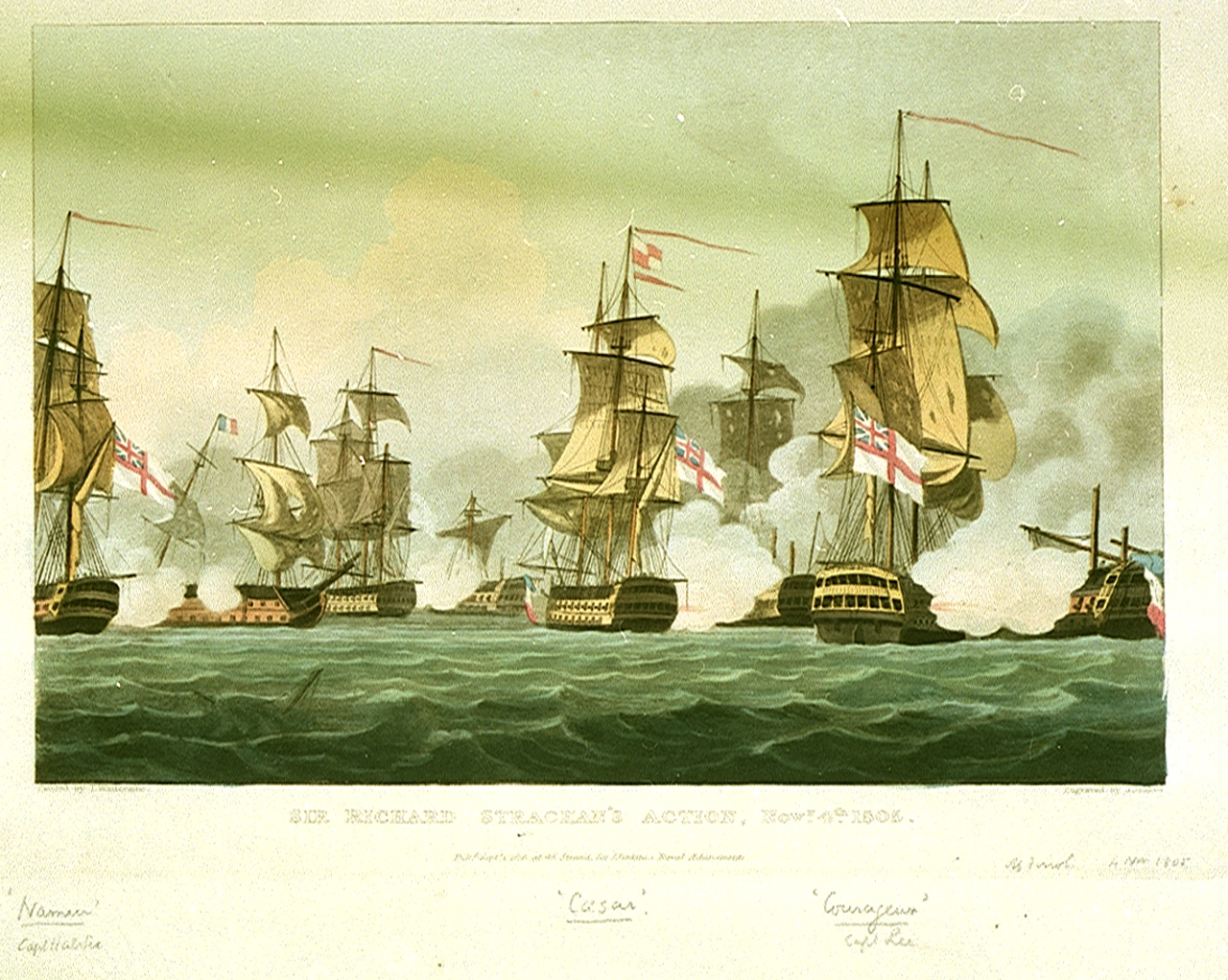
«Бій біля мису Ортегаль» Томаса Віткомба

Об 11 годині вечора Бейкер нарешті досяг британських кораблів і проходячи за кормою «Caesar» отримав підтвердження, що ці кораблі й справді були ескадрою Стречена, як він і передбачав. Бейкер повідомив Стречену, що він виявив частину ескадри Рошфора з підвітряного боку і Стречен одразу ж вирішив почати переслідування. Однак ескадра Стречена занадто розтягнулася і тому він вирушив в погоню лише з частиною ескадри, пославши Бейкера поквапити відсталі кораблі. Ескадра Стречена складалася з п'яти лінійних кораблів (80-гарматний «Caesar», 74-гарматні «Hero», «Courageux», «Namur» і «Bellona») і двох фрегатів (36-гарматний «Santa Margarita» і 32-гарматний «Aeolus»). Стречен почав погоню з «Caesar», «Hero», «Courageux» і «Aeolus» та переслідував французів, які до того часу піднявши всі вітрила йшли курсом на північний захід, поки не втратив їх в тумані о 1:30 ночі. Потім він зменшив парусність і став чекати іншу частину ескадри, яка приєдналася до нього на світанку 3 листопада.
Погоня відновилася і о 9 годині ранку французькі кораблі були знову виявлені, а об 11 ранку з британських кораблів помітили відсталих «Namur» і «Phoenix», які поспішали наздогнати ескадру. З ними був ще один фрегат, 38-гарматний «Révolutionnaire», під командуванням капітана Генрі Хофама, який натрапив на погоню і вирішив приєднатися до неї. До цього часу французькі кораблі знаходилися на відстані 14 миль від англійців, які поступово наздоганяли їх. Переслідування тривало протягом усього дня, а потім і ночі, і до цього часу більш швидкі «Santa Margarita» і «Phoenix» виявилися далеко попереду основних британських сил. Ще один лінійний корабель ескадри, «Bellona», не зміг приєднатися до погоні і не брав ніякої участі в битві.

## Битва
Битва розпочалася о 5:45 ранку 4 листопада, коли «Santa Margarita» підійшла досить близько до корми останнього французького судна, «Scipion», і відкрила вогонь. О 9:30 до неї приєднався «Phoenix» і два фрегати стали обстрілювати «Scipion», при цьому намагаючись ухилятися від його відповідних залпів. Стречен був приблизно в шести милях позаду французів з «Caesar», «Hero» і «Courageux» у супроводі «Aeolus», в той час як «Namur» і «Révolutionnaire» помітно відстали. Об 11:45, коли стало очевидно, що бою не уникнути, Дюмануар наказав своїм кораблям сформувати лінію на правому галсі. Стречен також вибудував свої кораблі в лінію з навітряного боку від французьких суден.

Положення двох ескадр на 12:45.

Приблизно о 12:15 «Caesar» відкрив вогонь з гармат лівого борту по «Formidable», а через пару хвилин «Hero» і «Courageux» розрядили свої гармати в «Mont-Blanc» і «Scipion». Три французьких кораблі відкрили у відповідь вогонь і пішла запекла перестрілка. У цей час «Namur» був приблизно в 10 милях від місця бою, докладаючи всіх зусиль, щоб якомога швидше прийти на допомогу своїм товаришам. О 12:50 «Caesar» підняв сигнал вступити в ближній бій. О 12:55 «Duguay-Trouin» був приведений до вітру з наміром обстріляти ніс «Caesar», але той вчасно ухилився і зміг уникнути залпу. При цьому, здійснюючи поворот на лівий галс, «Duguay-Trouin» сам отримав два нищівних залпи: один від «Caesar», а другий, ще більш руйнівний, від «Hero».
За прикладом «Duguay-Trouin» решта французьких кораблів теж зробила поворот на лівий галс, при цьому йшовший другим «Formidable», такелаж якого був серйозно пошкоджений вогнем «Caesar», не міг повернути досить швидко і тому став третім. Тепер французькі кораблі йшли в такому порядку: «Duguay-Trouin», «Mont-Blanc», «Formidable» і «Scipion». О 13:20 «Caesar», такелаж якого теж помітно постраждав, не зміг зробити поворот, але «Hero» і «Courageux» вдалося повернути на лівий галс і полинути в погоню. О 13:40 «Caesar» нарешті зміг також розпочати переслідування і Стречен наказав «Namur», який перебував з навітряної сторони попереду французької ескадри, атакувати авангард противника.
Близько 2 години дня «Hero» наздогнав останній французький корабель «Scipion» і розрядив у нього гармати правого борту. В результаті обстрілу «Scipion» втратив свою грот-стеньгу, яка впала за борт з підвітряного боку. Після цього «Scipion» був змушений вступити в бій з «Courageux», який підійшов до нього з навітряного боку, і з «Phoenix» та «Revolutionnaire» (який щойно приєднався до ескадри), що опинилися під вітром. «Hero» ж у цей час почав переслідувати «Formidable» і став поступово наганяти його, поки не опинився у носовій частині його лівого борту. Приблизно о 14:45 до «Hero» приєднався Namur, який вступив у бій з «Formidable». «Hero» потім поставив усі вітрила і кинувся вперед, щоб зблизитися з «Mont-Blanc», який разом з «Duguay-Trouin» зрідка обстрілювали британський корабель під час бою з «Formidable».

Положення ескадр на момент закінчення бою.

О 3 годині дня, втративши бізань-щогли і отримавши пошкодження двох інших, а також спостерігаючи наближення «Caesar», який до цього часу зміг частково полагодити пошкоджений такелаж, «Formidable» спустив прапор і здався «Namur», чий грота-рей був переламаний на дві частини вогнем французького 80-гарматного корабля і тому він не зміг надати допомогу в подальшій битві. О 15:10 «Duguay-Trouin» і «Mont-Blanc» спробували привестись до вітру, щоб сформувати нову лінію попереду «Scipion», але той, під об'єднаним вогнем «Courageux» і фрегатів позбувшись грот- і бізань-щогли, спустив прапор і здався «Phoenix» і «Révolutionnaire».
Бачачи що сталося з «Scipion» і «Formidable», «Duguay-Trouin» і «Mont-Blanc» спробували втекти, але незабаром їх наздогнали «Hero» і «Caesar». Після 20-хвилинної перестрілки, отримавши серйозні пошкодження від залпів важких гармат британського 80-гарматного корабля, два французьких 74-гарматників опинилися в безпорадному стані, і бачачи, що ще і «Courageux» готовий відкрити вогонь, спустили прапори і здалися, «Duguay-Trouin» здався «Hero», а «Mont-Blanc» «Caesar». Це сталося приблизно о 15:35 і до цього моменту ескадри перебували в положенні, показаному на рисунку.

## Наслідки

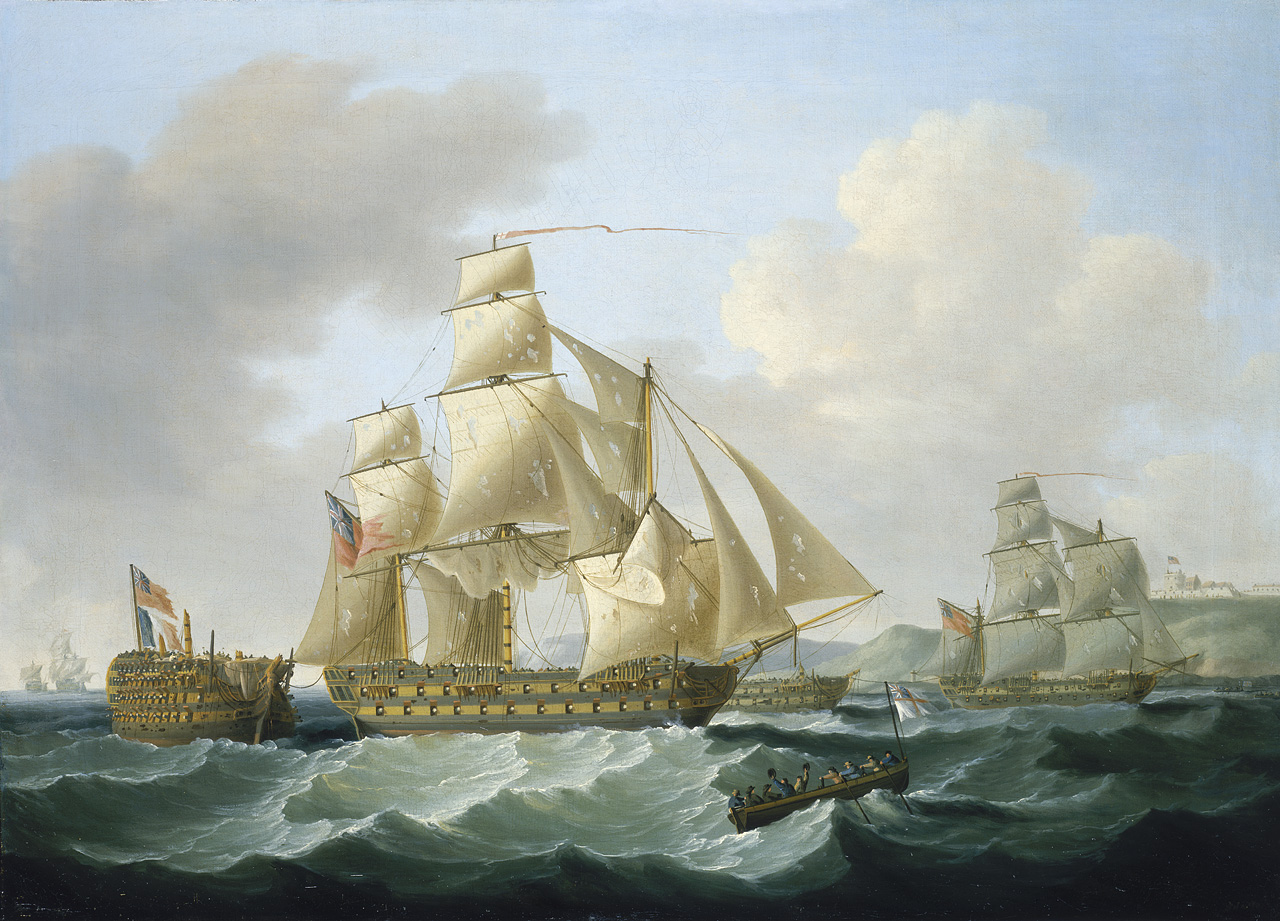
Ескадра Стречена повертається додому з призами

Перемога Стречена завершила розгром французького флоту, розпочатий Нельсоном при Трафальгарі. Крім чотирьох кораблів, захоплених біля мису Ортегаль, від французької частини об'єднаного флоту залишилося тільки п'ять кораблів, і всі вони були заблоковані в Кадісі. Усі чотири захоплених призи були згодом доставлені до Великої Британії і прийняті до складу Королівського флоту, а їх екіпажі передані в табори для полонених. Один із захоплених кораблів, колишній «Duguay-Trouin», служив у англійців протягом наступних 144 років під назвою HMS «Implacable». Британські екіпажі, які билися біля мису Ортегаль, були включені в списки нагороджених за перемогу при Трафальгарі. Капітан сер Річард Стречен був приведений в чин контр-адмірала синьої ескадри, а всі перші лейтенанти були підвищені в званні до командора. Крім того, Стречен був нагороджений орденом Лазні, а його капітани отримали золоті медалі за Трафальгарську кампанію.
Дюмануару пощастило значно менше, ніж його противнику. Він та інші французькі офіцери були розквартировані в Тівертоні, де їм дали значну свободу. У той час він написав листа в «The Times» у знак протесту проти критичних зауважень, висловлених про його поведінку при Трафальгарі. Він був звільнений з полону в 1809 році і повернувся до Франції, де він зіткнувся з не одним, а відразу з двома судовими розглядами: одним за його поведінку при Трафальгарі, а іншим за його поразку біля мису Ортегаль. У першому випадку він був звинувачений в непокорі наказам Вільньова, в тому, що не надав допомогу адміралу, і в тому, що покинув місце бою замість того, щоб боротися далі. Після розгляду всіх свідчень Дюмануар був виправданий за всіма пунктами звинувачення. За другим розглядом слідчої комісії Дюмануар був звинувачений в тому, що не зумів атакувати ескадру Стречена, поки вона була дезорганізована вранці 4 листопада, і в тому, що дозволив британським фрегатам атакувати свій тил, не намагаючись вступити з ними в бій. Суд прийшов до висновку, що він був занадто нерішучий. Незадоволений винесеним рішенням, Дюмануар зажадав розгляду своєї справи у військово-польовому суді. Винести вирок було доручено морському міністру Дені Декре в січні 1810, але Декре довго вагався у прийнятті рішення. Наполеон зажадав, щоб вирок Дюмануару був максимально суворим і послужив прикладом для інших, але Декре спробував захистити Дюмануара, а тому, коли він нарешті скликав військово-польовий суд за наполяганням Наполеона, його формулювання були дуже розпливчасті, так, що в кінцевому підсумку суд виправдав Дюмануара і уцілілих капітанів.

## Сили сторін

### Ескадра Стречена
| Флот            | Корабель, гармат       | Командир                  | Втрати | Втрати   | Примітки                                      |
| Флот            | Корабель, гармат       | Командир                  | Убито  | Поранено | Примітки                                      |
| --------------- | ---------------------- | ------------------------- | ------ | -------- | --------------------------------------------- |
| Велика Британія | «Caesar» (80)          | капітан Річард Стречен    | 4      | 25       | Захопив «Mont-Blanc»                          |
| Велика Британія | «Hero»                 | капітан Алан Гайд Гарднер | 10     | 51       | Захопив «Duguay-Trouin»                       |
| Велика Британія | «Courageux» (74)       | капітан Річард Лі         | 1      | 13       |                                               |
| Велика Британія | «Namur» (74)           | капітан Лоуренс Гальстед  | 4      | 8        | Захопив «Formidable»                          |
| Велика Британія | «Santa Margarita» (36) | капітан Вілсон Ретбоун    | 1      | 1        |                                               |
| Велика Британія | «Aeolus» (32)          | капітан Вільям Фіцрой     | 0      | 3        |                                               |
| Велика Британія | «Phoenix» (36)         | капітан Томас Бейкер      | 2      | 4        | Спільно з «Révolutionnaire» захопив «Scipion» |
| Велика Британія | «Révolutionnaire» (38) | капітан Генрі Гофам       | 2      | 6        |                                               |
| Велика Британія | Всього:                |                           | 24     | 111      |                                               |

### Ескадра Дюмануара
| Флот    | Корабель, гармат     | Командир                    | Втрати                 | Примітки                                                |
| ------- | -------------------- | --------------------------- | ---------------------- | ------------------------------------------------------- |
| Франція | «Formidable» (80)    | контр-адмірал П'єр Дюмануар | 200 убитих і поранених | Захоплений, прийнятий у склад флоту як HMS «Brave»      |
| Франція | «Scipion» (74)       | капітан Чарльз Берренгер    | 200 убитих і поранених | Захоплений, прийнятий у склад флоту як HMS «Scipion»    |
| Франція | «Duguay-Trouin» (74) | капітан Клод Тюффет         | 150 убитих і поранених | Захоплений, прийнятий у склад флоту як HMS «Implacable» |
| Франція | «Mont Blanc» (74)    | капітан Гійом Жан-Ноель     | 180 убитих і поранених | Захоплений, прийнятий у склад флоту як HMS «Mont Blanc» |
| Франція | Всього:              |                             | 730 убитих і поранених |                                                         |